# Hiranai
Hiranai (平内町 -machi) é uma vila japonesa localizada no distrito de Higashitsugaru, província de Aomori, região Nordeste do Japão.

Localização da cidade de Hiranai

Em novembro de 2007 sua população estimada era de 12.847 habitantes e sua densidade demográfica de 59,3 pessoas por km². Sua área total é de 216,96 km².
A flor símbolo da cidade é a camélia, a árvore símbolo da cidade é o pinheiro e a ave símbolo é o cisne.

## Escolas

### Colégio Secundário (Ensino Médio) - Koutou Gakkou

#### Pública Municipal
- Colégio Secundário de Hiranai da prefeitura de Aomori (Aomori-ken Ritsu Hiranai Koutou Gakkou)

#### Privada
- Colégio Montanha Yamato Matsukaze Escola Privada Secundária (Yamato-yama Gakkou Matsukaze Jyukukou Tougaku)

### Ensino Colegial Junior - Chugakkou
- Colégio Junior Kominato da Prefeitura da cidade de Hiranai - Hiranai-machi ritsu Kominato Chugakkou
- Colégio Junior do Leste de Hiranai da Prefeitura da cidade de Hiranai - Hiranai-machi ritsu Higashi Hiranai Chugakkou
- Colégio Junior do Oeste de Hiranai da Prefeitura da cidade de Hiranai - Hiranai-machi ritsu Nishi  Hiranai Chugakkou

### Ensino Elementar - Shugakkou
- Escola elementar de Kominato da Prefeitura da cidade de Hiranai - Hiranai-machi ritsu Kominato Shugakkou
- Escola elementar da Barra da Prefeitura da cidade de Hiranai - Hiranai-machi ritsu Sensho Shugakkou
- Escola elementar de Toei da Prefeitura da cidade de Hiranai - Hiranai-machi ritsu Toei Shugakkou
- Escola elementar do Leste da Prefeitura da cidade de Hiranai - Hiranai-machi ritsu Higashi Shugakkou
- Escola elementar da Ura Shigeru da Prefeitura da cidade de Hiranai - Hiranai-machi ritsu Ura Shigeru Shugakkou
- Escola elementar Higashi Tazawa da Prefeitura da cidade de Hiranai - Hiranai-machi ritsu Higashi Tazawa Shugakkou
- Escola elementar Yamaguchi da Prefeitura da cidade de Hiranai - Hiranai-machi ritsu Yamaguchi Shugakkou

## Polícia
Hiranai está sobre jurisdição da Estação de Polícia de Aomori.

## Correios
- Posto de correio de Kominato

- Posto de correio Higashi Tazawa
- Posto de correio do oeste
- Posto de correio Shimizugawa

## Festivais
- Festival do cisne - (todos anos em Fevereiro, nas barras da costa marinha);
- Festival Nebuta de Hiranai-machi (15 e 16 de agosto)
- Virada noturna de celebração à montanha do cactus

## Ligações Externas
- Página oficial de Hiranai-machi em japonês